# 이규봉의 경제나침반
이규봉의 경제나침반은 KBS 1라디오에서 2013년 4월 8일부터 2014년 12월 31일까지 1년간 방송했던 경제 프로그램이다.
진행자는 이규봉 아나운서이며, 생방송은 월요일 ~ 토요일 오후 4시 10분부터 오후 4시 55분까지, 재방송은 월요일 ~ 토요일 새벽 1시 10분부터 새벽 1시 55분까지이다.

## 같이 보기
- KBS
- KBS 제1라디오

| KBS 1라디오 월요일 ~ 토요일 프로그램 |                               |                               |
| 이전                                 | 이규봉의 경제나침반           | 다음                          |
| 라디오 전국일주                      | 이규봉의 경제나침반           | 라디오 시사고전 (재방송)      |
| 오후 3시 10분 ~ 오후 3시 58분        | 오후 4시 10분 ~ 오후 4시 55분 | 오후 4시 55분 ~ 오후 4시 58분 |
|                                      |                               |                               |

| KBS 1라디오 월요일 ~ 토요일 프로그램 |                               |                          |
| 이전                                 | 이규봉의 경제나침반 (재방송)  | 다음                     |
| 책 읽는 밤                           | 이규봉의 경제나침반 (재방송)  | 라디오 시사고전 (재방송) |
| 밤 12시 5분 ~ 새벽 1시               | 새벽 1시 10분 ~ 새벽 1시 55분 | 새벽 1시 55분 ~ 새벽 2시 |
|                                      |                               |                          |